# La flagellation
La flagellation è un cortometraggio del 1903 diretto da Lucien Nonguet e Ferdinand Zecca. Sedicesimo episodio del film La Vie et la Passion de Jésus-Christ (1903), che è composto da 27 episodi.

## Trama
Gesù è legato ad un palo con il vestito strappato con un numero notevole di persone lo flagellano, deridendolo e sputandogli in faccia.